# 宋一民
宋一民（1917年10月—2006年9月14日），男，直隶（今河北）深县人，中华人民共和国政治人物，曾任山东省革命委员会副主任，山东省人民政府副省长。